# Metoki Masahiko

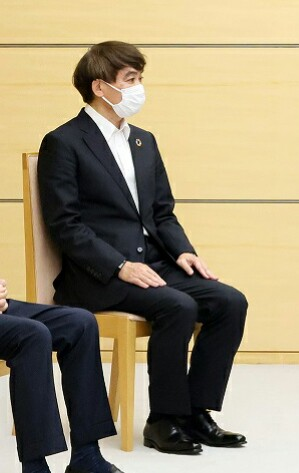
Masahiko Metoki (2022)

Masahiko Metoki (japanisch 目時 政彦 Metoki Masahiro; * 29. Oktober 1958) ist ein japanischer Politiker, der seit Januar 2022 das Amt des Generaldirektors des Weltpostvereins der Vereinten Nationen innehat. Damit ist er der erste Japaner in dieser Position.

## Karriere
Er besitzt einen Bachelor in Sozialpsychologie der Universität Tokio.

## Auszeichnungen
- Komtur des Ordens der Krone von Thailand[1]